# 오아미번
오아미 번(일본어: 大網藩 오아미한[*])은 가즈사국(지금의 지바현 오아미시라사토시)에 존재한 번이다.

## 역대 지번사
요네키쓰가
후다이 1만석
1. 요네키쓰 마사토시(米津政敏) 재위 1869년 ~ 1871년